# チエンマイ大学
チエンマイ大学（英語: Chiang Mai University、公用語表記: มหาวิทยาลัยเชียงใหม่）は、タイ王国チエンマイ県に本部を置くタイ王国の国立大学。1964年創立、1964年大学設置。大学の略称はCMU。
ステープ山の麓、Huey Kaew Road と Suthep Road の間に4平方キロメートルのメインキャンパスを構える。1964年6月に創立。2004年に博士課程の提供を開始した。現在では国内屈指の高等教育機関として高い評価を受けている。現在の学長はPongsak Angkasith。

## 概要

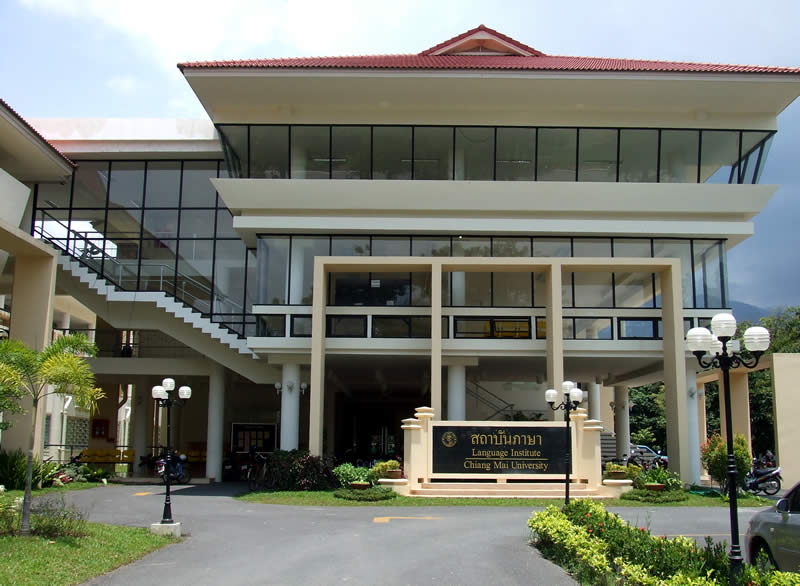
チェンマイ大学語学研究所

1964年、国立の地方大学として創設された。17の学部と3研究所を持つ総合大学で学生総数2万4000人に及ぶ。北部随一の規模である。創設当時は、理学部、社会科学部、人文学部の3学部でスタートした。翌年にはタイで3番目に開設された医学部が、1967年から1975年にかけて農学部、教育学部、工学部、歯学部、薬学部、看護学部、医療技術学部、1983年からは芸術学部、獣医学部、農業工業学部、建築学部、経営学部、経済学部が開設された。このうち1956年にチェンマイ医学校を前身とする医学部は国内有数の規模を持ち高い業績をもつ。また、日本の大学と交換留学・研究交流の関係にあり、その数は国立・私立合わせて23大学に上る。1997年の経済危機以降には独立行政法人化が進んでいる。
2011年11月、香川大学農学研究科と本学の農学研究科、農産学研究科との間で「ダブルディグリープログラム」がスタートした。また、2017年、京都工芸繊維大学と教育プログラムを共同で構築し、修了時には共同で単一学位を授与する「ジョイント・ディグリープログラム」となる『京都工芸繊維大学・チェンマイ大学国際連携建築学専攻（博士前期課程）』をスタートさせた。

## 沿革
前史
- 1957年 タイ政府よりチェンマイ大学の設立が承認。
- 1959年 チェンマイ大学成立前の医学部と看護学部の前身となる健康・看護・助産部門が設立。

有史
- 1964年 チェンマイ大学（理学部、社会科学部、人文学部）の設立。
- 1965年 医学部を開設。
- 1966年 医学部に薬学に関する教育を開始。
- 1967年2月 理学部から分離し農学部（本学5番目の学部）を開設。
- 1968年7月 教育学部を開設。
- 1969年 人文学部内に心理学科とマスコミュニケーション学科が開設。
- 1970年6月 工学部を開設。
- 1972年 薬学部を開設。
- 1967年 医学部・医療技術学科が開設。
- 1972年3月 歯学部（本学9番目の学部）を開設。
- 1972年8月 医学部・看護学科から分離し看護学部を開設。
- 1975年 工学部（電気工学科）を開設。
- 1976年 医学部医・療技術学科が医療技術学部として開設。
- 1978年 工学部・機械工学科を開設。
- 1981年 工学部・環境工学科を開設。
- 1982年1月 芸術学部を開設。
- 1983年 工学部・産業工学科、鉱山工学科を開設。
- 1991年 社会科学部で法学士レベルの法学プログラムの提供を開始。
- 1992年 社会科学部から分離し経済学部を開設。
- 1992年12月 農業工学部（本学13番目の学部）を開設。
- 1994年8月 獣医学部を開設。
- 1995年6月 芸術学部から分離し建築学部を開設。
- 1996年 社会科学部・政治学科の専攻としての法律コースから法律学科へ昇格。
- 1996年 工学部・コンピュータ工学科を開設。
- 2005年8月 人文学部から分離し、マスコミュニケーション学部を開設。
- 2005年12月 社会科学部・政治学科から分離し政治学部および行政学部（本学19番目の学部）を開設。
- 2006年 社会科学部・政治学科から分離し法学部を開設。
- 2008年 社会科学部・経営管理学科から分離し経営学部を開設。
- 2008年11月 チェンマイ大学人文学部日本研究センターを開設。

## キャンパス
敷地面積は約4平方キロメートルと巨大なキャンパスであり、キャンパス内には、学生や教職員の宿泊施設の他、大学建設以前からの自然も多く残されている。2017年8月、大学院棟内に「京都工芸繊維大学チェンマイ大学事務所」が開設。

## 学部
- 理学部
- 社会科学部
- 歯学部
- 医学部
- 薬学部
- 教育学部
- 工学部
- 医療技術学部
- 芸術学部
- 農学部
- 経済学部
- 獣医学部
- 建築学部
- マスコミュニケーション学部
- 法学部
- 公衆衛生学部
- 農業工学部

## 大学院
- 農学研究科
- 農産学研究科

## 研究所
- チェンマイ大学人文学部日本研究センター
  - 北部タイ日本語日本研究コンソーシアム（事務局：チェンマイ大学人文学部日本研究センター）
- 医用生体工学研究所
- College of Marine Studies and Management
- International College of Digital Innovation
- College of Art, Media and Technology

## 育成目標
創設以来、職業的知識の育成、学問、国民文化の保護の三つを目標に掲げてきた。

## 国民文化の保護
国民文化へのこだわりを重要視し、特に「北（ラーナー）」の文化の維持を意識の中心に据えている。こうした意識は、大学研究者らの行っている環境破壊や乱開発への批判や提言に見ることができ、国際的評価が高い。。

## 著名な卒業生
- インラック・シナワット - 第36代首相（2011年 - ）
- アピラック・コーサヨーティン - バンコク都知事（2004年 - 2007年12月）
- ジッポン・ポティウィホック - 俳優
- プリム・ラッタナルーァンワッタナー - 俳優
- タパナット・アティコムポーキン - 俳優

## 対外関係

### 日本における協定校
| * 朝日大学 保健医療学部 看護学科 - 弘前大学 - 秋田大学 医学系研究科 保健学専攻 - 岩手大学 - 茨城大学 - 立教大学 - お茶の水女子大学 - 東京海洋大学 - 東京造形大学 - 国士舘大学 - 昭和女子大学 - 麻布大学 - 静岡大学 - 信州大学 - 三重大学 - 新潟大学 農学部 - 富山大学 | - 滋賀大学 - 京都産業大学 - 京都工芸繊維大学 - 奈良女子大学 - 奈良県立医科大学 - 大阪工業大学 - 大阪国際大学 - 武庫川女子大学 - 大手前大学 国際看護学部 - 兵庫県立大学 - 香川大学 農学部 - 島根大学 - 九州産業大学 地域共創学部 - 佐賀大学 - 長崎大学 - 大分大学 - 琉球大学 医学部保健学科 |  |

部局間学術交流協定
- 医学部
  - 弘前大学
  - 東京医科歯科大学 医学部
  - 福井大学 医学部
  - 香川大学 医学部
  - 神戸大学 医学研究科、医学部
  - 独協医科大学

- 看護学部
  - 東邦大学 看護学部
  - 関西医科大学 看護学部
  - 神戸大学 医学研究科、医学部
  - 宮崎県立看護大学 看護学部
  - 朝日大学　保健医療学部 看護学科

- - 医療技術学部
    - 神戸大学 医学研究科、医学部
    - 熊本大学 大学院生命科学研究部、大学院医学教育部、エイズ学研究センター

- 芸術学部
  - 愛知県立芸術大学
  - 沖縄県立芸術大学

- 農学部
  - 香川大学 農学研究科
  - 九州大学 農学・熱帯農学研究センター、生物資源環境科学府

- 獣医学部 獣医公衆衛生センターと帯広畜産大学 大動物特殊疾病研究センター
- 理学部と愛知工業大学
- 経済学部と名古屋大学 国際開発研究科
- 薬学部と広島大学 薬学部